# Акулово (деревня, поселение Михайлово-Ярцевское)
Акулово — деревня в Троицком административном округе Москвы  (до 1 июля 2012 года в составе Подольского района Московской области). Входит в состав поселения Михайлово-Ярцевское.

## Население
Согласно Всероссийской переписи, в 2002 году в деревне проживало 4 человека (2 мужчины и 2 женщины). По данным на 2005 год в деревне проживало 2 человека.

## Расположение
Деревня Акулово расположена примерно в 19 км к юго-западу от центра города Троицка и примерно в 31 км к западу от центра города Подольска. Деревню окружают леса. Ближайшие населённые пункты — деревни Пудово-Сипягино и Заболотье.

## Территории(поКЛАДР РФ)[3]
Территории, перечисленные ниже, на самом деле географически могут и не находиться внутри самой деревни, а бывают разбросаны вокруг неё, на площади в несколько квадратных километров, в границах поселения Михайлово-Ярцевского. Тем не менее, по КЛАДР все они классифицируются, как улицы деревни Акулово, а в названии содержат слово Территория или Микрорайон или неком-е товарищество. Так как эти территории возникали и благоустраивались под началом инициативных групп (правлений СНТ, правлений ДСК, Дирекций КП и т.п.), то исторически сложилось, что в границах каждой из этих территорий обычно присутствует Территориальное общественное самоуправление. Каждый из перечисленных ниже территориальных объектов имеет свой уникальный кадастровый номер.
| Название по КЛАДР                        | Удаленность от поселков и деревень          | Кадастровый номер            |
| ---------------------------------------- | ------------------------------------------- | ---------------------------- |
| СНТ Акулово Территория                   | в 0,4 км на северо-запад от деревни Акулово | 77:22:0030225, 77:22:0030226 |
| СНТ Газовик Садовое неком-е товарищество | в 0,1 км на восток от деревни Акулово       | 77:22:0030212                |
| Радость Садовое неком-е товарищество     | в 2 км западнее от деревни Акулово          | 77:22:0030256                |